# Half-Life (herní série)
Half-Life je vědeckofantastická série počítačových her. Většina her běží na GoldSource nebo na Source Enginu a jsou to lineární, singleplayerové střílečky z pohledu první osoby.
Valve Corporation je vývojář a částečně i vydavatel a distributor pro nejvýznačnější hry ze série. Některé hry vydala ale Sierra Studios a některá rozšíření vyrobilo Gearbox Software. Po roce 2005 vydávání her série převzala od Sierry firma Electronic Arts. Hry série byly původně určeny pro PC, později však byly vydávány i portace pro konzole.
V každé hře se hráč ujímá ovládání nad hlavní postavou Gordonem Freemanem, teoretického fyzika původně zaměstnaného ve výzkumné laboratoři Black Mesa (v některých rozšířeních lze ovládat i jiné postavy).
Half-Life, Half-Life 2 a Half-Life: Alyx jsou plnohodnotné hry, Half-Life: Opposing Force, Half-Life: Blue Shift, Half-Life: Decay, Half-Life 2: Episode One a Half-Life 2: Episode Two jsou kratší epizodické hry. Se sérií také souvisí hry Portal.

## Příběh

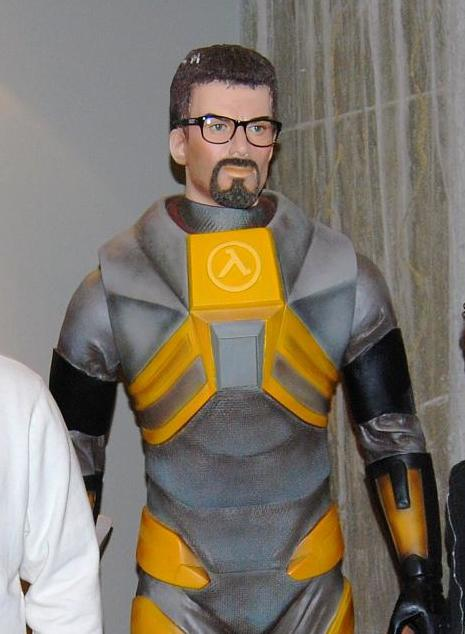
Doktor Gordon Freeman

### Half-Life
Příběh prvního dílu je zasazen do blízké budoucnosti, někdy v letech 2000-2009 (podle indicií květen 2003). Tehdy sedmadvacetiletý fyzik Gordon Freeman spolupracuje se svým bývalým profesorem a doktorem Isaacem Kleinerem (Freeman je držitelem doktorátu z teoretické fyziky se specializací na teleportaci) na supertajném projektu v laboratořích Black Mesa v Novém Mexiku. 
V den kdy přijíždí podzemním vlakem o půl hodiny pozdě do práce, je přidělen k zajímavému pokusu. Náhodně nalezený záhadný krystal mimozemského původu je použit k vytvoření teleportačního portálu. Pokus se ovšem nezdaří zrovna ke spokojenosti všech zúčastněných, dojde k narušení časoprostorového kontinua - resonanční kaskádě (fiktivní jev) a začínají se objevovat portály, dopravující na Zemi mimozemské bytosti nazývané jako rasa Xen. 
Gordon Freeman přežije explozi a je chráněn speciálním oblekem zvaným H.E.V (Hazardous Environment, tedy oblek pro přežití v nebezpečném prostředí). Pokouší se uniknout z nepřátelskými organismy zamořeného prostředí na povrch, přitom bude muset používat zbraně, jako je páčidlo a palné či energetické zbraně. Musí také spolupracovat s přeživšími vědci i s příslušníky ochranky. Teleportovaní jsou také přátelské bytosti Vortigaunti, kteří Freemanovi pomáhají. Později zjistí, že vojáci poslaní na místo nejsou určení na pomoc, ale k vyčištění místa, včetně všech přeživších. Bojuje tedy i proti nim.
Gordon se dozví, že vědci z komplexu Lambda možná našli způsob, jak portál zavřít. Cestuje na druhý konec základny a společně vypustí raketu se satelitem. Gordon se v komplexu Lambda od vědců dozví, že portál je na druhé straně dimenze nuceně otevírán nesmírně silnou entitou. Vyvinuli tedy teleportační technologii, která umožňuje Gordonovi cestovat na domovskou planetu mimozemských organismů Xen. Zde zabije bytost zvanou Nihilanth, která je hlavním mozkem celé mimozemské invaze a osvobodí tím rasu Vortigauntů, které ovládal.
Po zkáze hlavního mozku ho konfrontuje tajemný muž s kufříkem G-Man, ten vysvětluje své přání „zaměstnavatele“ zaměstnat Gordona. Pokud Gordon odmítne, je teleportován do oblasti plné mimozemských vojáků. Pokud Gordon přijme, G-Man mu poblahopřeje, s tím, že se brzy uvidí. Gordon je však na dalších 20 let uspán ve stázi mimo prostor a čas.

### Half-Life: Opposing Force

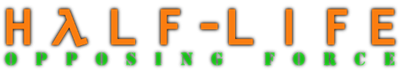
Logo Half-Life: Opposing Force

Hlavním hrdinou je Adrian Shephard, příslušník elitní jednotky Mariňáků. Při hraní datadisku se hráč ocitne v kůži vojáka HECU (Hazardous Environment Containment Unit, organizace podléhající Americké armádě podobně jako např. Delta Force nebo Navy Seals), který byl vládou poslán, aby vzniklý problém vyřešil. Vojáci vše řeší prostým vyčištěním celého komplexu, s důrazem na eliminaci všech přeživších organismů. Poté se dozvídá, že mariňáci s mimozemskými silami ze světa Xen prohrávají a mají se stáhnout. Snaží se tedy ze základny utéct.
Během hry prochází ve stejném čase stejnými lokacemi jako Gordon Freeman v původní hře, přesto však občas vidí věci z poněkud odlišné perspektivy. Během hry dokonce Freemana i zahlédne. Hlavní nepřítel je také tzv. Black Ops, elitní jednotka poslána neznámo kým, aby celou oblast zajistila. Ti přitom neváhají zabíjet kohokoliv, mariňáky nevyjímaje. Přeživší sekuriťák odhaluje Shephardovi, že Black Ops chtějí odpálit v základně jadernou bombu a zabít vše živé uvnitř. Portálem chce také projít masivní mimozemský červ, Shephard ho zbraněmi přinutí projít zpět skrz červí díru.

### Half-Life: Blue Shift

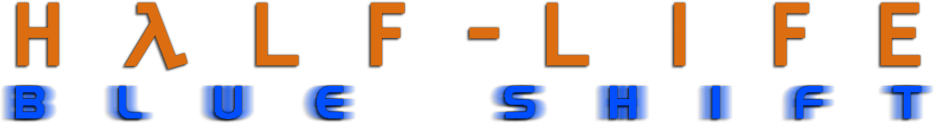
Logo Half-Life: Blue Shift

Datadisk hráče postavil do role člena ochranky Barneyho Calhouna, který se, podobně jako Freeman, chce zachránit a uniknout z nebezpečných prostor Black Mesa. Po nástupu do služby je Calhoun vyzván, aby pomáhal při opravě nefunkčního výtahu. Ovšem po experimentu a objevení portálů se zřítí výtahem do hlubin Black Mesa. Calhoun poté osvobodí doktora Rosenberga ze zajetí mariňáků. Doktor Rosenberg s jeho kolegy plánuje uniknout ze zařízení pomocí teleportu.

### Half-Life: Decay
V Decay se hráči ujímají role dvou lékařek Colette Green a Giny Cross, které analyzují anomální materiály a vzorky získaných z Xen v předchozích teleportačních experimentech. Cross a Green jsou přiřazeni, aby pomohli připravit experiment pro Gordona Freemana. Lékařky pracují se dvěma významnými členy vědeckého týmu, doktorem Richardem Kellerem a doktorem Rosenbergem, kteří se po invazi rozhodnou požádat o vojenskou pomoc. Armádě je však nařízeno pozabíjet i všechny zaměstnance. 
Lékařky chtějí utěsnit dimenzionální trhlinu a zastavit invazi a dostanou za úkol připravit na vypuštění satelit. Satelit má společně s pozemním zařízením napomoci výraznému oslabení účinků rezonanční kaskády. Lékařky mají aktivovat krystalový maják, který přes satelit může být schopen utěsnit dimenzionální trhlinu.
V odemykatelné misi hráč ovládá dva Vortigaunty, kteří vojákům z auta ukradnou oranžové krystaly.

### Half-Life: Alyx
V tomto prequelu k Half-Life 2 hráči ovládají Alyx Vance, když ona a její otec Eli Vance zakládají odpor proti Combine ve městě City 17. Eli je zajat a Alyx se ho vydává osvobodit z transportu, dříve než se dostane do věznice Nova Prospekt. Eli se dozvěděl, že Combine uchovává superzbraň v trezoru uvnitř karanténní zóny. Poté co se Alyx dostává k trezoru zjišťuje, že neobsahuje zbraň, ale jednoho vězně, domnívá se, že jde o Gordona Freemana. Nicméně, místo Freemana, vysvobodí G-Mana. Ten se zeptá Alyx co by si přála jako odměnu za vysvobození, ta požaduje odstranění Combine ze Země, ale G-Man říká, že by to nebylo v zájmu jeho zaměstnavatelů. Dá ji však za odměnu možnost zachránit svého otce před smrtí, která se měla odehrát za pět let.

### Half-Life 2

Logo Half-Life 2

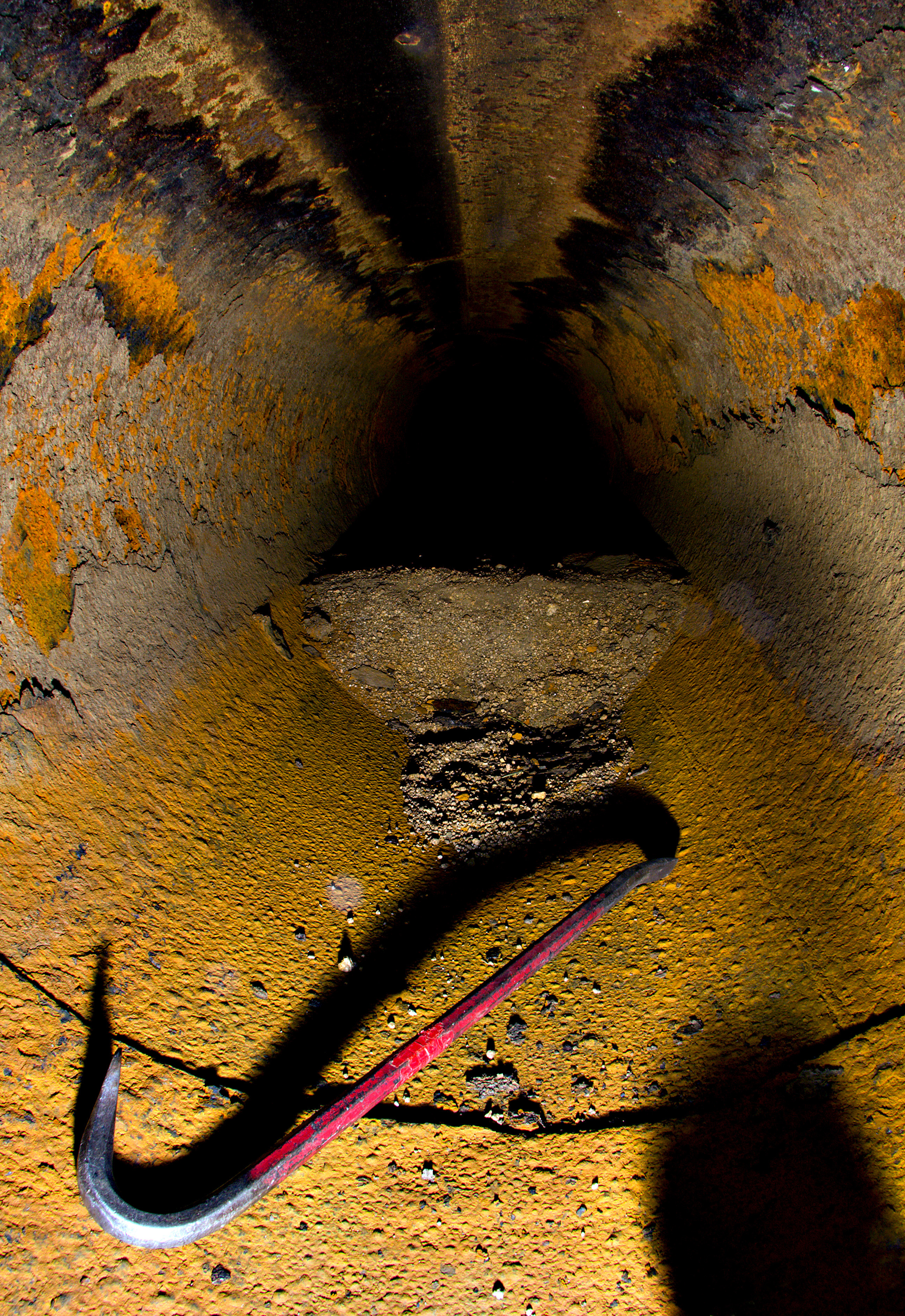
Páčidlo, primární zbraň v Half-Life

Přibližně dvacet let po událostech v prvním díle, je Gordon Freeman probuzen ze stáze mimo prostor a čas. Události, ke kterým došlo v Black Mesa, přitáhly pozornost vícerozměrové říše „Combine“, která dobyla Zemi za sedm hodin (inspirace Sedmihodinová jaderná válka 1982). Wallace Breen, dříve vrchní administrátor v Black Mesa, uzavřel s mimozemšťany pakt, který pasoval lidstvo na podřízené a sám se stal loutkovým vládcem Země. 
Breenovo hlavní základnou je město City 17 někde ve východní Evropě (pravděpodobně v Rusku, protože většina plakátů a nápisů je v ruštině). Země je sužovaná všudypřítomnou tyranií vojáků Combine (geneticky modifikovaní lidé na otroky), několikametrovými monstry na úzkých nohách (tzv. Strideři) a různými organizmy Xen.
Během svého putování nehostinnou krajinou se setkává se svými známými z prvního dílu: Isaacem Kleinerem, Barneym Calhounem, Eli Vancem a nově také s Eliho dcerou Alyx Vance. Gordon uteče z města City 17 do nedaleké základny Black Mesa East. Zde mu Eli Vance představuje Judith Mossman, Alyx mu ukazuje robotického mazlíčka Doga a daruje Gordonovi gravitační pistoli. Ovšem Black Mesa East je následně vypleněna Combine, Eli Vance je zajat a Gordon utíká přes zpustlé město Ravenholm. Následně se vydává osvobodit Eliho do vězeňského zařízení Nova Prospekt, zde se setkává s Alyx a zjišťuje, že Judith Mossman je špiónkou Combine, ta se teleportuje do Citadely v City 17, která je střediskem sil Combine na Zemi. 
Odpor poté zahájil rozsáhlou ozbrojenou vzpouru proti Combine. Díky Barneymu a Dogovi se Gordon dostává do Citadely a narazí zde na Wallace Breena, který ho zajme. Eli a Alyx jsou také zajati. Breen poté prohlásí, že má v úmyslu použít své zajatce jako páku během vyjednávání s Combine a teleportovat je ze Země, to se však nelíbí Judith Mossman a všechny tři osvobodí. Breen se pokouší o útěk pomocí teleportu na střeše Citadely, ale Gordon zničí reaktor Citadely pomocí gravitační pistole, což způsobí, že Dr. Breen spadne do propasti. Ve chvíli, kdy reaktor exploduje, se znovu objeví G-Man a zmrazí čas, pochválí Gordonovy činy a uvádí ho zpět do stáze.

### Half Life 2: Episode One
Poté, co Citadela explodovala, se několika Vartigauntům (původním otrokům rasy Xen, nyní na straně lidí) podaří zastavit G-Mana a zachránit Freemana z jeho nadvlády, zachrání i Alyx od výbuchu.
Gordon utíká s Alyx ve společnosti jejího věrného robota od explodující citadely a společně se vydávají městem kde nic nefunguje, musí se skrz podzemní garáže dostat opět na povrch, živí dojít na nádraží a nasednout na nejbližší vlak z města.

### Half-Life 2: Episode Two
Gordon a Alyx přežijí havárii vlaku způsobenou rozsáhlou explozí. Jakmile se dostanete z vlaku, jste svědky znepokojujících událostí. Combine využilo explozi své hlavní základny pro otevření obrovského portálu z domovské planety Combine, kterým prochází veškerá vojenská pomoc zbývajícím jednotkám, s úmyslem zlomit odpor odboje a vydobýt si Zemi jednou provždy (vytěžit všechny její zdroje včetně života a zničit).
Hnutí odporu obsadilo raketové silo v lesích White Forest okolo City 17 a podařilo se mu jej zprovoznit. Portál vyvolaný Combine, však nevytváří žádné zařízení na Zemi a tak Hnutí odporu neví, jak raketu použít ke zničení portálu a přerušení tak invaze na Zemi. Alyx však z Citadely odnesla data obsahující dekódování systému Combine portálů. Pomocí těchto dat je tedy raketa schopna zničit portál jednou provždy.
Alyx také z Citadely přinesla záznam od doktorky Judith Mossmanové, vaší spolupracovnice v odboji, a předá ho dr. Kleinerovi, zjistíte, že se znovu našla výzkumná loď Borealis organizace Aperture Laboratories, kdesi v polárním pásu. Na lodi se má prý nacházet úžasná technologie, pomocí které by bylo možné zničit Combine jednou provždy. Aperture Laboratories experimentovala s portály (viz Portal). Kleiner trvá na tom, že by měla být technologie použita k podpoře odporu, zatímco Eli namítá, že je nemožné ji ovládat a musí být zničena. Vědci vystřelí raketu a uzavřou portál, přičemž uvězní Combine síly na Zemi. Poté se vydáváte s Alyx najít Borealis. Předtím než však nastoupíte do vrtulníku, do hangáru vlétnou dva mimozemšťané a smrtelně napadnou Eliho Vance.

## Popis her
První hra (Half-Life) a její rozšíření používají GoldSrc engine (Do značné míry upravený Quake engine). Pozdější hry (Half-Life 2) jsou už postavené na Source engine, který s původním Quake engine má jen minimum společného.

### Half-Life
Half-Life vyvinulo později i vydávalo Valve Software, vydavatelem byla v době vydání tehdy ještě Sierra Interactive (nyní je distribuce všech her Half-Life řešena přes systém Steam, který vyvinulo Valve).
Half-Life je prvním dílem ze série a taky úplně první hrou vyvinutou firmou Valve. Poprvé byla vydána 19. listopadu 1998 na PC (15. listopadu 2001 na PlayStation 2, port zařídil Gearbox Software). Hra obdržela pozitivní kritiku za celkovou hratelnost a četné skriptované sekvence. Hra ovlivnila žánr FPS na několik let a byla označena za jednu z nejlepších her historie. Hra celkem vyhrála 50 ocenění Hra roku.

### Half-Life: Opposing Force
Half-Life: Opposing Force je prvním datadiskem pro Half-Life, vyvíjený společností Gearbox a vydaný 1. listopadu 1999. Opposing Force byl oznámený jako Mission pack (balík misí) pro Half-Life v dubnu 1999 a vyšel pro Windows verzi hry. Opposing Force byl přijímán kladně kritikou, a mnozí ukazovali, že přidávání datadisků se stává běžné pro celý žánr FPS. Hra vyhrála titul Počítačová hra roku 2000 od Akademie Interaktivních umění a Věd.

### Half-Life: Blue Shift
Half-Life: Blue Shift je druhý datadisk pro Half-Life, vyvíjený společností Gearbox a vydaný firmou Sierra Entertainment v roce 2001. Hra byla původně určena jen jako rozšíření pro Dreamcast, ale místo toho byla vydaná na Windows v červnu 2001. Blue Shift také obsahuje High Definition pack, který zlepšuje kvalitu modelů a textur, jak v Blue Shift, tak i v Half-Life a Opposing Force. Kritika hru přijímala smíšeně nebo pozitivně, přičemž si recenzenti vychvalovali atmosféru hry a přidání High Definition packu, na druhou stranu kritizovali nedostatek novinek a kratší herní dobu.

### Half-Life: Decay
Half-Life: Decay je třetí datadisk Half-Life vyvinutý pro PlayStation 2, opět produkovaný společností Gearbox a vydaný roku 2001 firmou Sierra Studios. Decay je v sérii unikátní, protože jako jediný požaduje kooperaci dvou hráčů, kteří musí ve hře spolupracovat. Hra obdržela smíšené recenze od kritiky, většina kritiků oceňovala možnost hrát s přítelem, ale kritizovala příliš velké množství rébusů. Neoficiální Windows port byl vydán v září 2008.

### Half-Life 2
Half-Life 2 je pokračování původní hry vydané Valvem v listopadu 2004. Half-Life 2 sesbíral nespočetně kladných recenzí a kritik. Vyhrál 25 cen Hra roku pro rok 2004. Na hře byla vyzdvihována animace, zvuk, vyprávění příběhu, grafika, umělá inteligence a fyzika. Half-Life 2 byl první hrou distribuovanou přes systém Steam, což byl jeden z důvodů proč nakonec Valve zrušilo smlouvy s firmou Sierra Entertainment.

### Half Life 2: Episode One
Po vydání druhého dílu se Valve rozhodlo, podobně jako v Source enginu znovuzrozený projekt SiN (původní hra byla z roku 1998) vydávat další obsah formou tzv. epizod. První epizoda tedy vyšla v červnu 2006 a ukázala různé nové grafické funkce, například několik světelných efektů a více animací postav a jejich obličejů. 
Jako každý titul v sérii Half-Life, i Episode One přinesla určitá vylepšení. Kromě vylepšené grafiky (vylepšená mimika obličejů postav, zvětšení počtu polygonů na postavu) s použitím HDR efektů šlo především o reakci okolí na světlo či tmu (například při posvícení do obličeje Alyx si zakryje tvář, právě tak jako skutečný člověk), přeprogramovávání dosud pouze nepřátelských min či rozšířené využití gravity gunu. Z nových monster ukázal zmutovaného vojáka Combine, proměněného v zombie (Alyx vymyslí pojem Zombine). Kritiky byly jako vždy nadšené, IGN zvolila Episode One na Hru roku 2006 a celkově získávala po celém světě hodnocení přes 90%.

### Half-Life 2: Episode Two
Druhá epizodická hra, Half-Life 2: Episode Two, pokračuje v příběhu tam, kde skončila Episode One. Hra byla vydána v říjnu 2007 spolu s hrou Portal, Team Fortress 2, Half-Life 2 a Episode One v balíku, nazvaný Orange Box, který byl vydán pro Windows, Xbox 360 a PlayStation 3. Hra byla znovu vyvíjena firmou Valve a distribuovaná firmou Electronic Arts (digitálně přes Steam). Valve pokračovalo ve své politice orientovat každou epizodu na nějaké téma nebo technologie a v Episodě Two se tak rozrostla příroda, prostředí, přibylo cestování a ubylo lineárních lokací. Nové technologie a nové hratelnostní prvky byly kritiky vychvalovány, ačkoliv je ale hra mnohem delší než Episode One, délka hry je opět největším záporem.

### Half-Life: Alyx
18. listopadu 2019 oznámil Valve na svém Twitteru, že odhalí svojí hlavní hru pro virtuální realitu Half-Life: Alyx 21. listopadu téhož roku. Hra byla nakonec vydána až 23. března 2020. Recenze měla krátce po vydání pozitivní. Příběh je kratší, než tomu bylo u předchozích dílů, avšak zážitek ze hry je o to lepší. Někteří hráči říkají, že se jedná o revoluci ve VR.

### Black Mesa
Black Mesa je fanouškovská předělávka z března 2020 původní hry Half-Life od Crowbar Collective do enginu Source. Podnět k vývoji Black Mesy dala nespokojenost a zklamání z Half-Life: Source, oficiální konverze Half-Life do enginu Source.

## Postavy
Half-Life obsahuje velké portfolio postav, které jsou i přes omezený herní prostor dobře vykresleny. Některé postavy se vyskytují v prvním i druhém dílu, jiné zcela zmizely, nebo jenom čekají na další pokračování.
- Ph.D. Gordon Freeman – hlavní hrdina série, sedmadvacetiletý fyzik (v prvním díle). Je to hlavní postava celé série a hráčův avatar. Pracoval ve vědeckém výzkumném zařízení zvaném Black Mesa Research Facility, v laboratořích anomálních materiálů. Při spuštění resonanční kaskády dojde k chybě a Black Mesa je zaplavena mimozemšťany z planety Xen. Gordon se v prvním díle probojoval až na Xen, kde zabije vůdce mimozemšťanů Nihilantha a je „najat“ G-manem. Později se probouzí v City 17 a G-man mu zadává úkol zabít Wallace Breena a zničit Citadelu.
- Dr. Isaac Kleiner – génius, pracující na všech futuristických zařízeních. Ač specialista na teleportaci a rozklad částic, dokáže také vyrobit i např. nový oblek (v druhém díle je autorem H.E.V. Mark V). Během hry Freemanovi několikrát pomůže. Je také jeho bývalým učitelem.
- Dr. Eli Vance – Afroameričan, další z Freemanových kolegů. Během Black Mesa pracoval mimo jiné také na onom neslavném experimentu. Je otcem půvabné dcery Alyx, která se objeví ve druhém dílu. Mimo jiné také spolupracoval na vytvoření samostatného dvousměrného portálu. Uznávaný fyzik.
- Dr. Judith Mossman – žena, která měla pracovat v Black Mesa, ale Gordon Freeman nastoupil místo ní, teď pomáhá Elimu Vancovi v jeho laboratoři.
- Alyx Vance – dcera Eliho Vance, která pomáhá Gordonovi v jeho putování. Má robomazlíčka Doga, který ji chrání.
- Barney Calhoun – hlídač v Black Mesa ve střední šarži, má za úkol ochraňovat vybavení a členy výzkumného týmu ve výzkumném zařízení. V původní hře bylo vlastně jméno Barney označením pro všechny hlídače, v datadisku Blue Shift byl už přímo pojmenován. Všeobecně je Barney ve druhém díle považován za úspěšně uprchlou stráž z datadisku. Během prvního dílu se s Gordonem mnohokrát setká, navíc, v Half-Life 2 a Half-Life 2: Episode One se naznačuje, že se znali ještě před strašlivou nehodou.
- G-Man – muž ve středních letech v obleku s kufříkem v ruce. Nejzáhadnější postava celého Half-Life. Přesně se neví zda pracuje pro vládu, mimozemšťany, či sleduje své cíle. Na konci prvního dílu říká, že kvůli Gordonovým velice dobrým výsledkům "jim ho doporučil". Koho myslí tím "jim" není známo, ani druhý díl toho příliš mnoho neprozradil. Ví se o něm, že jakýmisi teleporty je schopen přenést se v čase i prostoru a dost pravděpodobně to není člověk v pravém slova smyslu. Bližší informace o něm jsou stále spíše otázkou spekulací. Nejznámější teorií je, že se jedná o Gordona Freemana, který se vrátil v čase.
- Otec Grigori – hráč jej poprvé potká v Half-Life 2 v kapitole "We don't go to the Ravenholm", jak zabíjí zombie svou brokovnicí. V celé čtvrti připravil spoustu sofistikovaných pastí proti zombiím, které ji zamořili. Několikrát se během hraní objeví. Působí poněkud šíleným dojmem.
- Dr. Wallace Breen – bývalý administrátor Black Mesa, kterého kontaktovala rasa Combine a slíbila mu světovládu za to, když připraví vše potřebné k invazi na Zemi. Breen přijal, a tak se stal vůdcem města City 17. Sídlí v Citadele a snaží se zničit všechen odpor proti Combine. Protože se řídí přímými pokyny advisorů, chová se k lidské populaci krutě.